# 2. HMNL 2023./24.
Druga hrvatska malonogometna liga za sezonu 2023./24. 
 
Promjenom sustava natjecanja, 2. HMNL je postala ligom trećeg stupnja hrvatskog malonogometnog (futsal) prvenstva. 
 
Liga se sastojala od tri skupine "Centar", "Istok" i "Jug",' u kojima su ukupno sudjelovala 32 kluba. 

## Centar
| mj. | klub                      | ut | pob | ner | por | gol+ | gol- | bod     |
| --- | ------------------------- | -- | --- | --- | --- | ---- | ---- | ------- |
| 1.  | Bjelovar                  | 15 | 13  | 0   | 2   | 86   | 43   | 36 (-3) |
| 2.  | Fotex Junajted Nedeljanec | 15 | 9   | 1   | 5   | 70   | 64   | 28      |
| 3.  | Petrinjčica (Petrinja)    | 15 | 9   | 0   | 6   | 81   | 68   | 24 (-3) |
| 4.  | Futsal Dinamo II Zagreb   | 15 | 4   | 3   | 8   | 63   | 63   | 15      |
| 5.  | Lošinj (Mali Lošinj)      | 15 | 4   | 2   | 9   | 48   | 77   | 14      |
| 6.  | Zagreb 92                 | 15 | 1   | 4   | 10  | 43   | 76   | 3 (-4)  |

 Izvori: 

 semafor.hns.family 

 semafor.hns.family, detaljno 

 semafor.hns.family, detaljno, wayback 

 sofascore 

 crofutsal.com 

## Istok
| mj. | klub                     | ut | pob | ner | por | gol+ | gol- | bod     |
| --- | ------------------------ | -- | --- | --- | --- | ---- | ---- | ------- |
| 1.  | Futsal Olimpijac Županja | 15 | 12  | 0   | 3   | 112  | 76   | 36      |
| 2.  | Mala Mljekara Valpovo    | 15 | 10  | 1   | 4   | 96   | 68   | 31      |
| 3.  | Slatina                  | 15 | 9   | 0   | 6   | 74   | 62   | 27      |
| 4.  | Jakšić                   | 15 | 5   | 1   | 9   | 70   | 84   | 13 (-3) |
| 5.  | Vinkovci                 | 15 | 3   | 3   | 9   | 72   | 94   | 12      |
| 6.  | Osijek II                | 15 | 3   | 1   | 11  | 53   | 93   | 7 (-3)  |

 Izvori: 

 semafor.hns.family 

 semafor.hns.family, detaljno 

 semafor.hns.family, detaljno, waayback 

 sofascore.com 

 crofutsal.com, wayback 

## Jug
| mj. | klub                           | ut | pob | ner | por | gol+ | gol- | bod     |
| --- | ------------------------------ | -- | --- | --- | --- | ---- | ---- | ------- |
| 1.  | Hajduk Split                   | 22 | 19  | 1   | 2   | 132  | 58   | 58      |
| 2.  | Kijevo Knin                    | 22 | 17  | 3   | 2   | 103  | 58   | 54      |
| 3.  | Podstrana                      | 22 | 14  | 4   | 4   | 147  | 81   | 46      |
| 4.  | Heroji 2007 Vodice             | 22 | 10  | 3   | 9   | 79   | 80   | 33      |
| 5.  | Mejaši Split                   | 22 | 9   | 1   | 12  | 85   | 100  | 28      |
| 6.  | Porto Tolero Ploče             | 22 | 8   | 4   | 10  | 67   | 86   | 28      |
| 7.  | Murter                         | 22 | 8   | 2   | 12  | 97   | 111  | 26      |
| 8.  | Bačvice Split                  | 22 | 8   | 1   | 13  | 101  | 111  | 25      |
| 9.  | Hrvatski dragovoljac Dugopolje | 22 | 7   | 2   | 13  | 89   | 117  | 23      |
| 10. | Kaštela (Kaštel Stari)         | 22 | 7   | 2   | 13  | 75   | 110  | 23      |
| 11. | Solin 1980                     | 22 | 7   | 1   | 14  | 93   | 109  | 22      |
| 12. | Pakoštane                      | 22 | 5   | 2   | 15  | 91   | 138  | 14 (-3) |

 Izvori: 

 semafor.hns.family 

 semafor.hns.family, detaljno 

 semafor.hns.family, detaljno, wayback 

 sofascore 

 crofutsal.com, 22. kolo 

 crofutsal.com, 22. kolo, wayback 

## Liga za popunu Prve HMNL
| mj. | klub                      | ut | pob | ner | por | gol+ | gol- | bod |                   |
| --- | ------------------------- | -- | --- | --- | --- | ---- | ---- | --- | ----------------- |
| 1.  | Hajduk Split              | 5  | 5   | 0   | 0   | 24   | 9    | 15  | 1. HMNL 2024./25. |
| 2.  | Bjelovar                  | 5  | 2   | 1   | 2   | 25   | 19   | 7   | 1. HMNL 2024./25. |
| 3.  | Brod 035 (Slavonski Brod) | 5  | 1   | 1   | 3   | 13   | 24   | 4   |                   |
| 4.  | Futsal Olimpijac Županja  | 3  | 0   | 0   | 3   | 9    | 19   | 0   | odustali          |

 Izvori: 

 semafor.hns.family 

 semafor.hns.family, Detaljno 

 semafor.hns.family, Detaljno 

 crofutsal.com 

 crofutsal.com, wayback  

## Vanjske poveznice
- hns-cff.hr, Hrvatski nogometni savez
- crofutsal.com
- crofutsal.com, 2. HMNL